# Siedem adresów
Siedem adresów – film fabularny zrealizowany jesienią 1945 roku przez Antoniego Bohdziewicza. Nigdy nie wszedł na ekrany kinowe.

## Fabuła
Głównym bohaterem filmu jest Amerykanin polskiego pochodzenia, który chce zobaczyć Polskę po doświadczeniu wojennym, w związku z czym odwiedza kraj i poznaje warunki życia ludności. Film stanowi zbiór nowel powiązanych pretekstowo, ukazujących psychikę ludzi doświadczonych niedawnym konfliktem. 
Jerzy Bossak (ówczesny dyrektor programowy "Filmu Polskiego") wskazał na podstawowe błędy dramaturgiczne, które odnalazł w dziele. Skrytykował zbyt ponury obraz kraju pokazany w filmie, całkowicie nie korespondujący z propagandowymi funkcjami kinematografii, lansowanymi przez władze komunistyczne. Bohdziewicz wniósł w związku z tym poprawki, po których oceny obrazu dokonał Adam Ważyk, doradca literacki "Filmu Polskiego". Ten nie tylko potwierdził opinię Bossaka, ale uznał ją wręcz za niepełną. Stwierdził, że w filmie wszystko było przykre, ponure, zwichnięte [bez] akcji uczuciowej i nudne. Napisał: gdyby ten film robili Amerykanie, uważalibyśmy to za bezczelność. Gdyby Polacy – byłoby to lizaniem amerykańskich butów.
Niepowodzenie Siedmiu adresów, a także powstałego w tym samym roku filmu 2 x 2 = 4, skłoniło Bohdziewicza do przyłączenia się do grupy krytyków "Filmu Polskiego". Stwierdził wówczas, że kierownictwo przedsiębiorstwa zagustowało w obrzędach masońskich, zamiast rozwijać kontakty z utalentowanymi twórcami – naturalnymi dostarczycielami scenariuszy dla przemysłu filmowego.